# Capinatator praetermissus
Capinatator praetermissus — викопний вид щетинкощелепних тварин, що існував у кембрійському періоді, 508 млн років тому. Скам'янілі відбитки виду знайдені в Канаді у провінції Британська Колумбія.

## Опис
Capinatator praetermissus мав червоподібне тіло завдовжки 10 см. Відрізняється від сучасних щетинкощелепних більшим тілом і значно більшими і численнішими шипами, однак у нього відсутні зубці, що характерні для сучасних видів. На голові тварини розташований вінчик з 50 щетинок, що виконували роль щелеп. З їхньою допомогою хижак захоплював та утримував здобич.